# Манастир Прекобрђе
Манастир Прекобрђе је манастир митрополије црногорско-приморске Српске православне цркве.
Манастирски храм посвећен је Светим архангелима, а смештен је у пределу Доња Морача. Изградња храма у Прекобрђу започета је 1996. године, трудом Милана Вујисића, за покој душе сина Зорана, сахрањеног у храму. Митрополит црногорско-приморски Амфилохије освештао је манастир 24. новембра 2019. године. Ктитор манастира је након Свете Литургије свечано предао своју задужбину Митрополији црногорско-приморској.
Војвода Богић Морачанин, био је сахрањен пре више од пет вјекова у гробљу Засједица, на Петровој равни у Прекобрђу, а његове земне остатке похранили су  његови потомци са благословом Митрополита Амфилохија, у мермерни саркофаг у манастирском храму Светих архангела .